# Hélécine
Hélécine (neerlandeză Heilissem, valonă Élessene) este o comună francofonă din regiunea Valonia din Belgia. Comuna este formată din localitățile Hélécine, Linsmeau, Neerheylissem și Opheylissem. Suprafața totală este de 16,62 km². La 1 ianuarie 2008 comuna avea o populație totală de 3.147 locuitori. 